# Elvira Fragola
Elvira Fragola (født 1991) er en dansk børnebogsforfatter og illustrator.
Fragola kendt for sine værker om pindsvinet Lille Pind og livet i Mumleby. Serien omfatter både bøger for de mindste, findebøger for de lidt større, samt kalender og plakater. Derudover har hun forfattet bøger om hesten Trude og illustrerede bøger om haven og fuglene man finder deri.
Hun bor på Bornholm på en gård lidt udenfor Svaneke med sin mange heste, katte og hund.
Ud over sit forfatterskab giver hun også rideterapi og rideundervisning.